# 高敞、和顺、江华支石墓遗址
高敞、和顺、江华支石墓遗址（韓語：고창‧화순‧강화 고인돌 유적）是在朝鮮半島約公元前一萬年體現巨石文化的數百名支石墓地點，它在當時被用作重要儀式和標誌。位于韩国全羅北道高敞郡、全羅南道和順郡和仁川廣域市江華郡的支石墓群。2000年，高敞、和順和江華支石墓地點群被聯合國教科文組織指定為世界文化遺產。韓國擁有世界上40%的支石墓，其中以高敞、和順和江華地區最為集中。
巨石文化的支石墓是無價的，因為它標誌著當時統治精英的墳墓。 陶器、曲玉、青銅器、石器具和其他殯葬用品已經從這些墳墓中發掘出來。而這個時期的人民文化大多可以從支石墓留下的證據中收集出來。此外，它可以從支石墓的石頭中推測出當時從採石，運輸和再用於建造支石墓過程。。
韓國的支石墓在公元前7世紀已經傳播到高敞一帶，直在前3世紀左右結束。支石墓多民族文化被認為與韓國的新石器時代和青銅文化有關。
這些遺址的挖掘工作直到1965年才正式展開。在往後的多次挖掘過程中都得到資助，而韓國政府也已經展開了大規模的的記錄和保護計劃。

## 描述
東亞的支石墓一般被分為兩種類型。 桌子/北方型和圍棋/南方型。在前者中，四塊大石頭會被定位製作成一個盒子的牆壁，並被放置在支架頂部的石頭蓋住。而後者的特點是地下埋葬石頭再支撐著石塊。

### 高敞支石墓遺址
這群支石墓是最大規模和最多樣性。它們被稱為竹林里支石墓、以梅山村、高敞郡以及全羅北道為中心。
這座支石墓是從東到西建於山腳下，高度為15至50米/49英尺至164英尺。一般來說，支石墓的石頭長度約為1至5.8米/ 3.2至19英尺，重達225噸。目前已經根據其上限的大小記錄和分類了442個支石墓。
該支石墓群相信是在公元前七世紀左右建成。

高敞支石墓遺址被列為國寶391號。

### 和順支石墓遺址
在全羅南道和順郡發現，34°58′39″N 126°55′54″E / 34.9775414°N 126.931551°E,，這些支石墓位於沿著支石江的山坡上。當中，孝山里組包含158個支石墓，而共有129個支石墓。這組支石墓並不如高敞竹林里的支石墓保存得好。但這個小組用以進行雕刻石頭的採石場已經被找到。這個支石墓群的歷史可追溯到公元前六，五世紀。

### 江華支石墓遺址

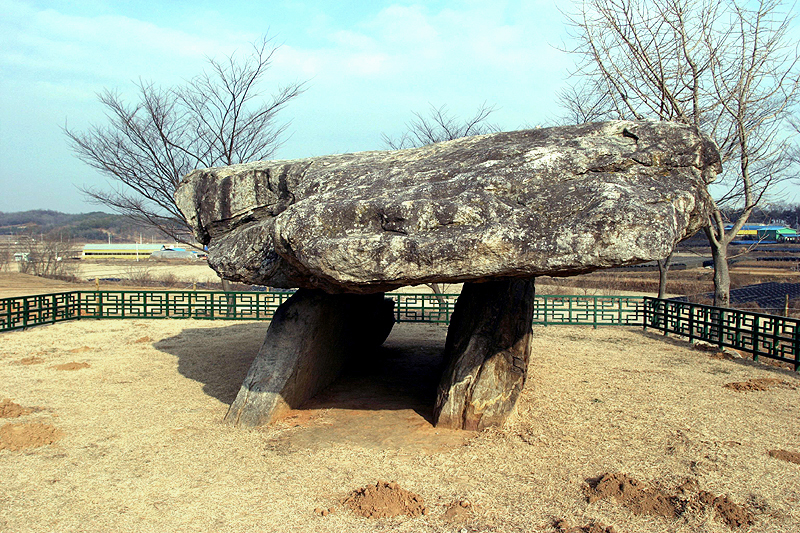
位處江華的一個支石墓

這些支石墓位於仁川江華縣江華島。 它們位於山脈的斜坡上，因此高於其對應物。 這些建成支石墓的人被認為是最早支石墓時期，因為在富近里（부근리，位於河岾面）和高川里（고ㄧ리，位於內可面）的支石墓群類似早期的支石墓。然而，這並沒有被最終證明。江華最出名的支石墓是位於富近里呈枱式的支石墓，被認為是祭拜祖先的祭壇。其支石墓石頭尺寸為2.6× 7.1× 5.5米，是韓國最大的石頭塊之一，而支石墓只有兩塊支撐石塊。由支撐石和蓋石互相結合，兩者重量介乎150〜225噸之間。

## 登录基准
该世界遗产被认为满足世界遺產登錄基準中的以下基準而予以登錄：
- （iii）呈现有关现存或者已经消失的文化传统、文明的独特或稀有之证据。

该标准具体阐释为“全球史前的技术和社会现象导致在公元前2-3千年出现用巨石建造的丧葬和仪式纪念碑（‘巨石文化’），没有比高敞、和顺、江华的支石墓更生动的例证了。”